# Боржис, Алешандри
Алешандри Боржис Корреа (порт. Alexandre Borges Corrêa, род. 23 февраля 1966, Сантус, Сан-Паулу) — бразильский актёр и продюсер.

## Биография
Алешандри Боржис родился 23 февраля 1966 года в Сантосе в артистической семье. Его родители: Атанасильду Корреа Нету — директор театра и Роза Боржис — танцовщица. В 1993 году дебютировал на телеканале «Маншете» в сериале «Бесконечная война», а в следующем году сыграл в своём первом кинофильме. После исполнения роли жиголо Бруну в телесериале «Новая жертва» стал востребованным актёром на телевидении. Дебют Алешандри Боржиса в качестве кинопродюсера состоялся в получившем множество наград на кинофестивалях фильме «Захватчик». С 1993 года по 2015 год он был женат на актрисе Жулии Лемертс. В 2000 году у них родился сын Мигел.

## Фильмография

### Телевидение
- 1993 — Бесконечная война — Какау
- 1994 — Случай в Антаресе — падре Педру Паулу
- 1995 — Новая жертва — Бруну
- 1995 — Энграсадинья, её любови и прегрешения — Луис Клаудиу
- 1996 — Кто ты? — Афонсу
- 1997 — Заза — Солану Дюмонт
- 1998 — Вавилонская башня — Роналду Мендес
- 1998 — Шальные деньги — Нелиу Порту-Рику
- 1999 — В мире женщин — Жуан Педру
- 2000 — Стена — Гильерме Шельтц
- 2000 — Семейные узы — Данилу
- 2001 — Дети Евы — Леонарду Брандон
- 2002 — Поцелуй вампира — Родригу
- 2003 — Слава — Кристиану Рейш
- 2005 — Sob Nova Direção — Гильерми
- 2005 — Белиссима — Алберту Сабатини
- 2007 — Амазония от Гальвеза до Шику Мендеса — Пласиду ди Кастру
- 2007 — Запретное желание — Эскобар
- 2008 — Три сестры — Артур
- 2009 — Дороги Индии — Раул Кадоре
- 2010 — Шумиха — Жак Леклер\Андре Шпина
- 2012 — Проспект Бразилии — Кадинью
- 2013 — За горизонтом — Томаш
- 2014 — Последние дни Жетулиу Варгаса — Карлуш Ласерда
- 2016 — С замиранием сердца — Апарисиу Абдала Варела
- 2018 — Боже, храни короля — Отавиу
- 2019 — Лето 90-х — Жуакин Ферейра
- 2023 — Идеальная любовь — Жуселину Кубичек

### Кино
- 1994 — Тысяча и одна — Антониу
- 1996 — Заграничная земля — Мигел
- 1997 — Глаура
- 1997 — Мангейра — любовь с первого взгляда — Марселу
- 1998 — Любовь и Ко. — Машаду
- 1998 — Измена — муж
- 1999 — Стакан ярости
- 1999 — Пока жизнь разлучит нас — Жуан
- 2000 — Босса Нова — Акасиу
- 2000 — Бог-младший
- 2001 — Захватчик — Жилберту/Жиба
- 2002 — Жуана и Марселу: идеальная (почти) любовь — Марселу
- 2002 — Три Марии — телохранитель
- 2003 — Acquária — Барток
- 2006 — Баллада о двух девушках из Ботафогу — отец
- 2006 — Котище среднего возраста — Клаудиу
- 2006 — Зузу Анжел — Фрага
- 2008 — Adagio Sostenuto — Жозе Морелли
- 2008 — Plastic City
- 2009 — Прекрасная ночь для полёта — министр финансов
- 2011 — Retrato Falhado
- 2014 — Приключения мистера Пибоди и Шермана — Пибоди (дубляж)
- 2014 — Жетулиу — Карлос Ласерда
- 2015 — Счастливый брак — Эйтор